# Oinophila nesiotes
Oinophila nesiotes är en fjärilsart som beskrevs av Walsingham 1908. Oinophila nesiotes ingår i släktet Oinophila och familjen äkta malar. Inga underarter finns listade i Catalogue of Life.

## Bildgalleri

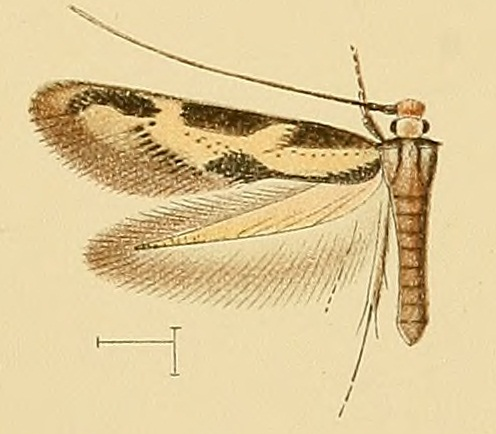